# لائیا ماروی
لائیا ماروی (کاتالونیایی: Laia Marull؛ زادهٔ ۴ ژانویهٔ ۱۹۷۳) بازیگر اهل اسپانیا است. او از سال ۱۹۹۴ میلادی تاکنون مشغول فعالیت بوده و سه بار برنده جایزه گویا شده است.
از فیلم‌ها یا برنامه‌های تلویزیونی که لایا مارول در آن نقش داشته است، می‌توان به افراد خودی، ال گرکو و کارلوس، پادشاه امپراتور اشاره کرد.